# Giuseppe Pellizza da Volpedo

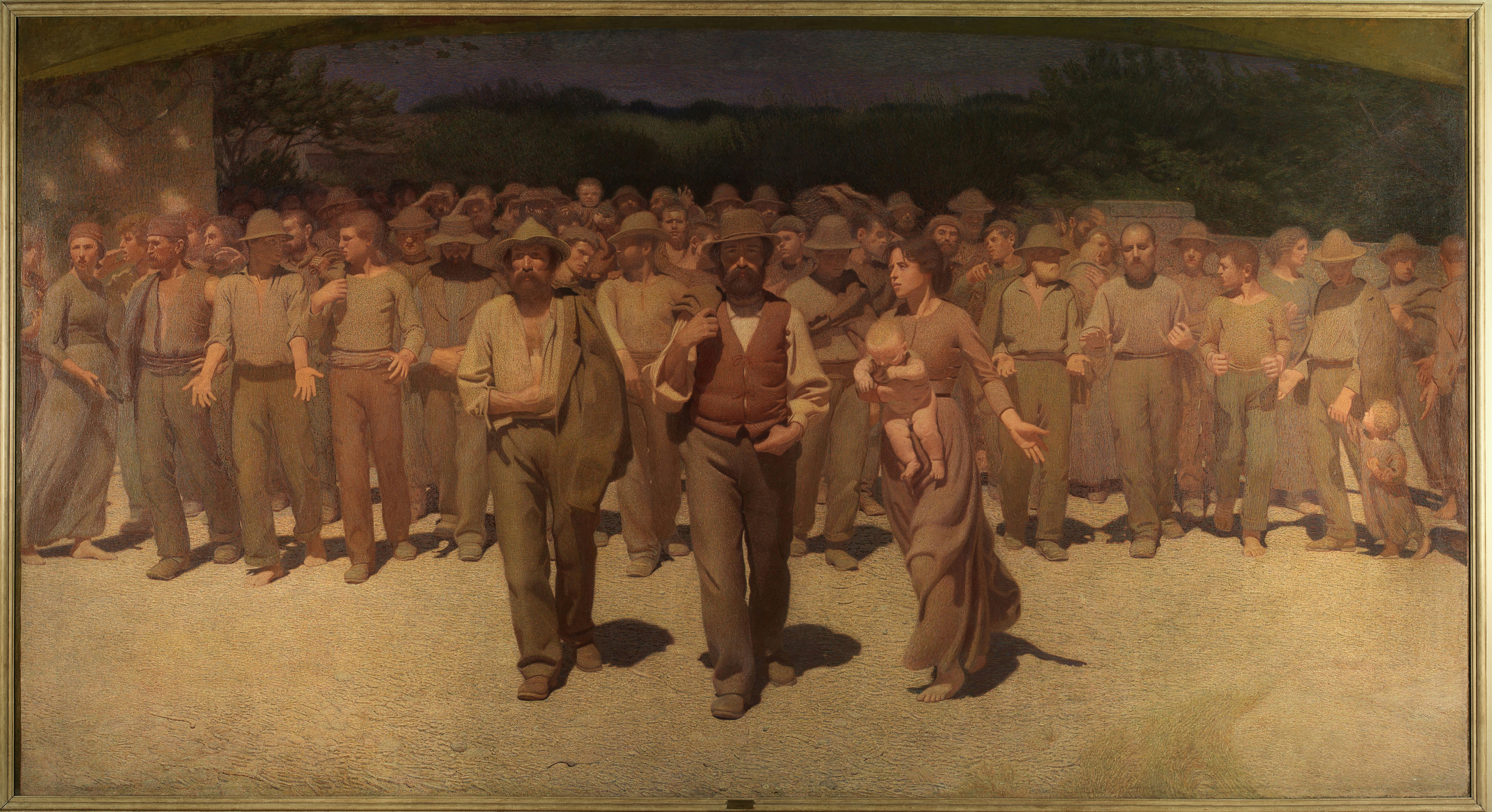
Czwarta władza, 1901

Giuseppe Pellizza da Volpedo (ur. 28 lipca 1868 w Volpedo, zm. 14 czerwca 1907 tamże) – włoski malarz, neoimpresjonista.
Urodził się w rodzinie drobnych posiadaczy ziemskich zajmujących się uprawą winorośli. Po długich studiach w akademiach włoskich (Mediolan, Florencja, Rzym, Bergamo) i podróży do Paryża osiadł w 1899 roku w Mediolanie. Tam wspólnie z Segantinim, Morbellim i Previatim założył grupę dywizjonistów.
Był wszechstronnym twórcą, uprawiał wiele gatunków malarstwa i stosował różne techniki. Obok dzieł dywizjonistycznych, często nawiązujących do symbolizmu tworzył też dzieła realistyczne. Jego najbardziej rozpoznawalnym dziełem jest obraz Czwarta władza, stworzony pod wpływem dzieł Marksa i Engelsa. Przez wiele lat powstało kilka wersji tego obrazu, który stał się znanym symbolem postępowych zmian we Włoszech i całej Europie.
W 1907 r. po śmierci żony i syna artysta popełnił samobójstwo. Wywarł znaczący wpływ na młodych futurystów na początku XX w.